# Albula vulpes
Albule, Banane de mer, Macabien, Kyo kyo (Bonefish)
Espèce
Synonymes
- Albula conorynchus Bloch & Schneider, 1801[2] [3]
- Albula lacustris Walbaum, 1792[2]
- Albula parrae Valenciennes, 1847[2] [3]
- Albula plumieri Bloch & Schneider, 1801[2] [3]
- Albula rostrata Gray, 1854[2] [3]
- Amia immaculata Bloch & Schneider, 1801[2] [3]
- Butyrinus bananus Lacepède, 1803[2]
- Butyrinus bananus Lacépède, 1803[3]
- Clupea brasiliensis Bloch & Schneider, 1801[2] [3]
- Clupea macrocephala Lacepède, 1803[2]
- Clupea macrocephala Lacépède, 1803[3]
- Engraulis bahiensis Spix, 1829[2] [3]
- Engraulis sericus Spix, 1829[2] [3]
- Esox vulpes Linnaeus, 1758[2]
- Esunculus costai Kaup, 1856[2]
- Glossodus forskalii Spix & Agassiz, 1829[2]

Statut de conservation UICN

 NT  : Quasi menacé
Albula vulpes (bonefish en anglais) est une espèce de poissons marins appartenant à la famille des Albulidés.

## Répartition
Albula vulpes se rencontre dans les zones tropicales et subtropicales de l'Atlantique nord-ouest.

## Description
La taille maximale de Albula vulpes est de 104 cm pour un poids maximal de 10 kg.

## Noms vernaculaires
Cette espèce porte de très nombreux Noms vernaculaires dont, en français :
- Albule, au Sénégal ;
- Banane, en Guadeloupe, Haïti, Martinique, aux Seychelles, à Trinidad-et-Tobago ;
- Banane de mer, en France et en Mauritanie ;
- Banane lèvre ronde, nom générique ;
- Kyo kyo, en Polynésie française ;
- Dépéra, dèpèraa, yu, ou sorte de mulet, en Nouvelle-Calédonie ;
- Macabien à Haïti ;
- Tarpon, en France (quoique les tarpons soient un genre différent).

## Étymologie
Son nom spécifique, du latin vulpes, « renard », lui a probablement été donné en référence à sa nage rapide, certains le baptisent « le sprinter des poissons ».

## Publication originale
- [Linnaeus 1758] (la) Carl von Linné, Systema Naturae, vol. 1 (Systema naturae per regna tria naturae, secundum classes, ordines, genera, species, cum characteribus, differentiis, synonymis, locis), 1894, 10e éd. (1re éd. 1758), 824 p. (lire en ligne [sur biodiversitylibrary.org]), p. 310, 312, 776[8].